# Gyrtona hopkinsi
Gyrtona hopkinsi là một loài bướm đêm trong họ Noctuidae.